# 京急2100型電聯車
京急2100型電動列車（日语：／ Keikyū 2100-gata densha */?）是京濱急行電鐵於1998年3月28日投入服務的優等列車用電車。

## 概要
本系列是作為京急本線、久里濱線運行的快特列車2000型的後繼車而製造，共有8輛編組10列（80輛）在籍。同時為紀念京濱急行電鐵創立100周年，作為朝向21世紀的車輛而給予了「2100」型式稱號。由於本型式的引進，2000型進行了3門化的降格改造，以置換1000型和700型，事實上，作為這些車輛的調換用而製造。
主要是京急線內的快特列車使用，被分類為特急型車輛。車身由鋁合金製造，全長約18m，一側兩門構造。
特記以下文中稱呼京急本線南側為「浦賀方」、北側為「品川方」、東側為「海側」、西側為「山側」。
編組車號以浦賀方先頭車的車輛編號為代表。同時，「新1000型」為2002年(平成14年)登場的1000型（二代），「1000型」為1959年(昭和34年)登場的1000型（初代），「700型」1967年(昭和42年)登場的700型（二代），「600型」1994年(平成6年)登場的600型（三代）。
2109編組和2133編組的一部分車廂曾試驗安裝電視屏幕，播放日本廣播協會廣播和其他各類廣告。

## 運用
因2100形列車每邊只有兩道車門，因此僅在特殊狀況下直通淺草線，服務范围通常只限於京急本線及久里濱線內運行快特班次及京急‘翼號’，以及晨早的特急及機場急行班次。

## 性能
- 設計最高速度：130km/h（營業運行時120km/h）。
- 起動加速度：3.5km/h/s
- 減速度：常用 4.0km/h/s、非常時 4.5km/h/s
- 主電動機（出廠時）：西門子製1TB2010-0GC02型鼠籠型三相感應電動機 （額定輸出（連續值）190kW、輸入電壓1,050V、電流133A、頻率61Hz，額定轉速1,800rpm)

更新後：TDK6163-A三相誘導電動機
- 為了1:1的MT比下高速性能和高加速度兩立，採用了高輸出形的三相誘導電動機。

## 電裝品
控制方式採用了德國西門子製的 GTO素子「SIBAS32」的VVVF逆變器，因而在車內的製造標籤裡有「Powered by SIEMENS」的字樣。這同時在東日本旅客鐵道(JR 東日本)E501系的一部分也採用。列車在啟動的時候的電動機及逆變器裝置會發出有如降B大調的音階Fa-So-La-♭Ti-Do-Re-♭Me的聲音為其特徵。
但是，回生制動的失效速度在8-6km/h前後，對比5-3km/h前後的E501系為高，而在停車的時候聽不見音階。因近年日本製IGBT-VVVF性能及可靠程度較高，京急於2008年起逐步把車輛的變頻器更新為東洋電機IGBT-VVVF。最後一列使用西門子逆變器的2100形為2133編成，於2015年3月進行更新並同時髹上Keikyu Blue Sky Train塗裝。
電動空氣壓縮機 (CP)使用了德國Knorr-Bremse製的Screw式(SL-22 型式)，新1000型式(到5次車)也採用了相同樣式。

## 變化
1次車
1998年2 - 3月落成。客門室內方面的窗框為黑色，玻璃採用了複層玻璃。此2編組的方向幕的文字較小。
- 2101、2109編組

2次車
1998年10 - 11月落成。雨刷蓋上從落成當初即印上「2100」的數字。
- 2117、2125、2133編組

3次車
1999年4 - 5月落成。從落成當初開始緊急門方面的車輛號碼的記載使用現行型式。
- 2141、2149、2157編組

4次車
2000年10 - 11月落成。急行燈在落成時位在車輛外側。2173編組改變了輪椅不可使用的斜面。
- 2165、2173編組

## 台鐵x京急友好彩繪列車

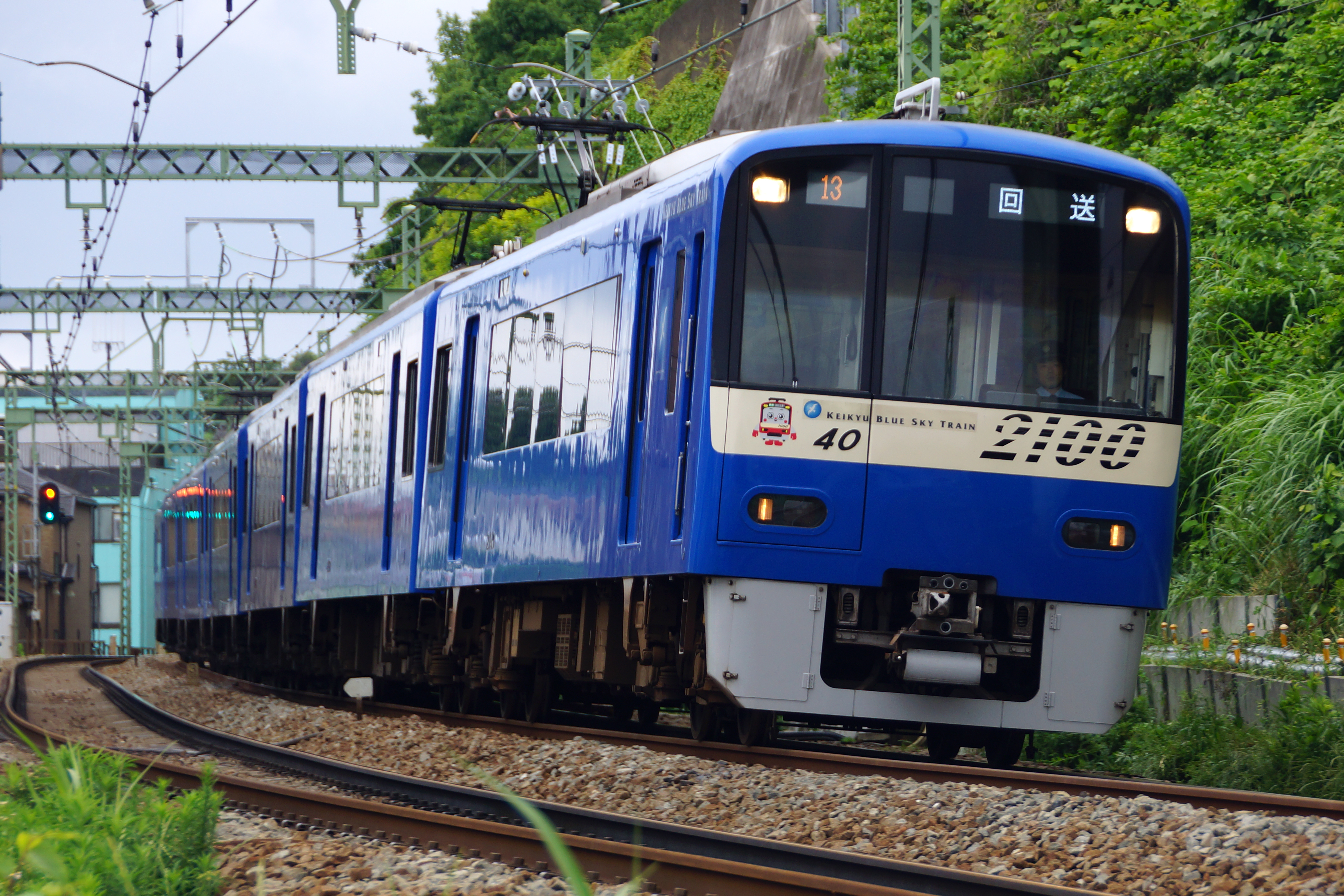
｢KEIKYU BLUE SKY TRAIN｣色2133編成・ （2017年5月27日 / 能見台-金沢文庫）
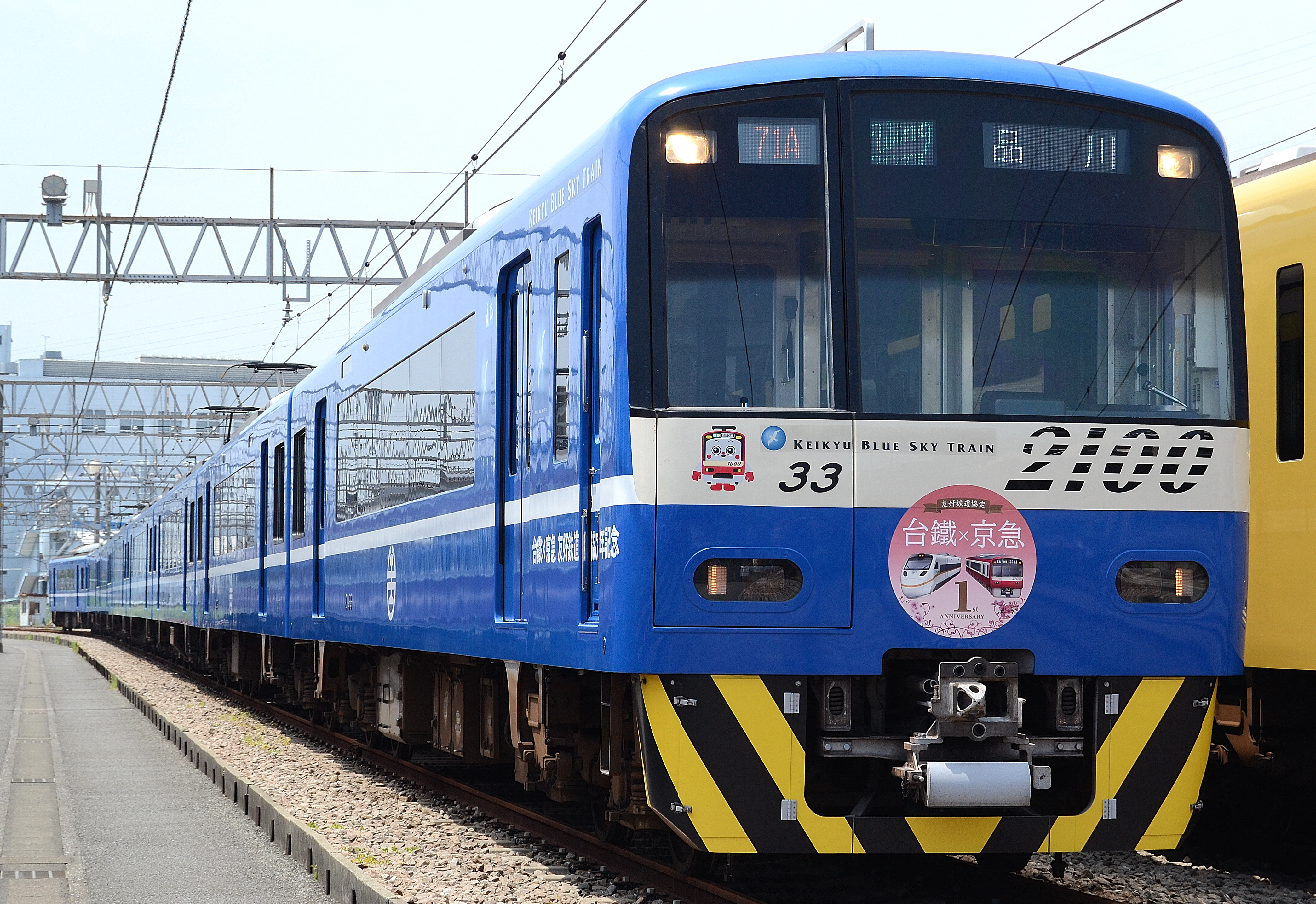
2016年2月到6月期間運行的2133編成塗上台鐵普快車塗裝 （2016年5月26日 / 久里浜工場）
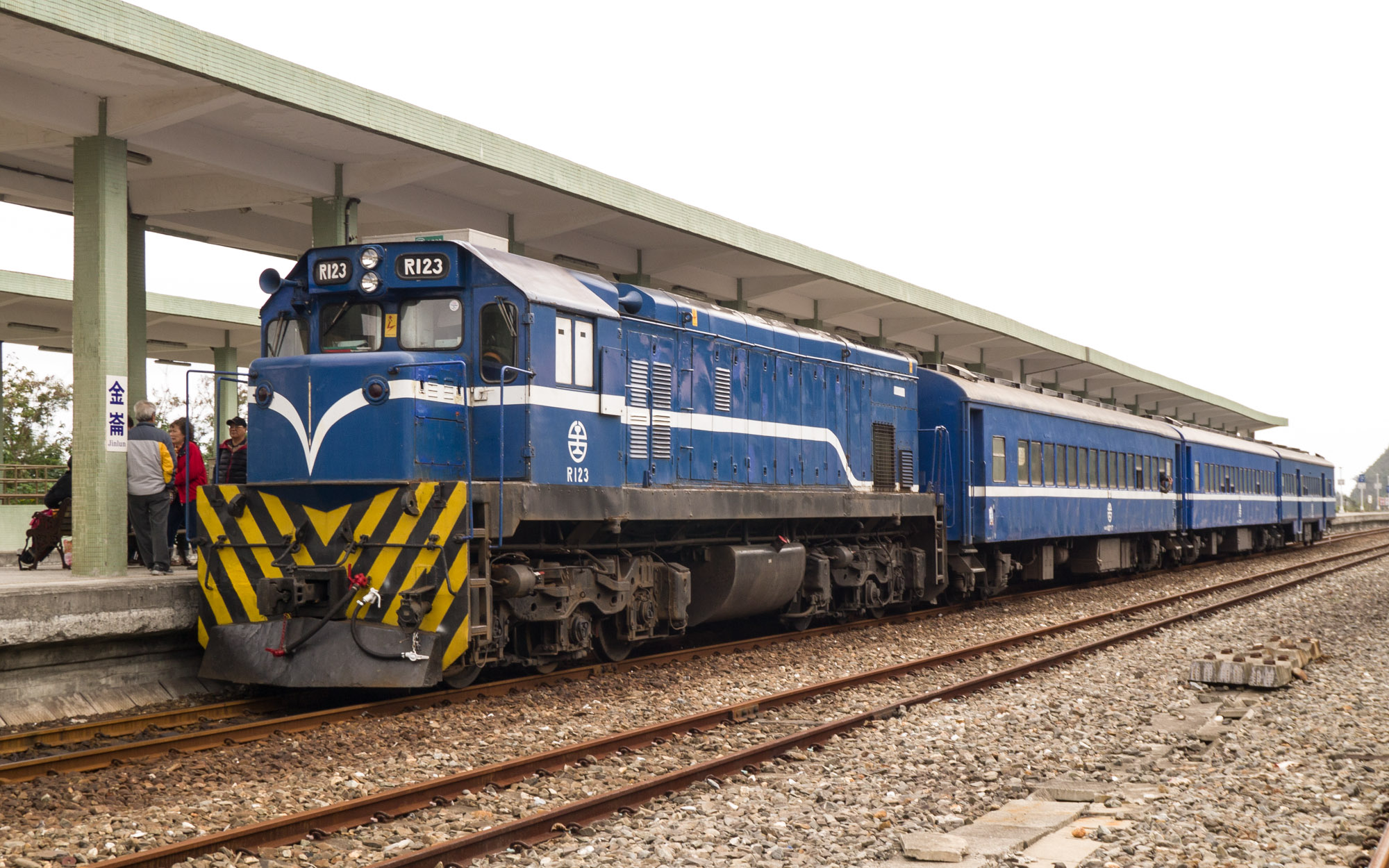
台灣鐵路管理局第3671車次普快車逆行南迴線

## 備註
1. ↑   在日本鐵道迷之間稱呼為「DoReMeFaInverter」、「唱歌電車」、「DoReMeFa車輛」。參照「鐵路車輛、船舶的俗稱」。
2. ↑  鉄道ピクトリアル 2017年8月號 京浜急行電鐵特集